# NGC 3242
Az NGC 3242 (más néven Jupiter szelleme vagy Caldwell 59) egy planetáris köd az Hydra (Hydra) csillagképben.

## Felfedezése
A ködöt William Herschel német-angol csillagász fedezte fel 1785. február 7-én és katalogizálta H IV.27 néven. Később John Herschel figyelte meg Dél-Afrikából 1830-ban és nevezte el h 3248-nak. A General Katalógusba GC 2102 néven került be 1864-ben. Végül John Louis Emil Dreyer katalogizálta NGC 3242 néven.

## Tudományos adatok
A köd központjában egy 12,1 m magnitúdós fehér törpe található.
Nagy hasonlóságot mutat az NGC 6826-al.
A köd 4,7 km/s sebességgel távolodik tőlünk.

## Képek

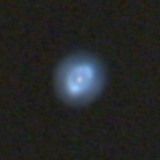
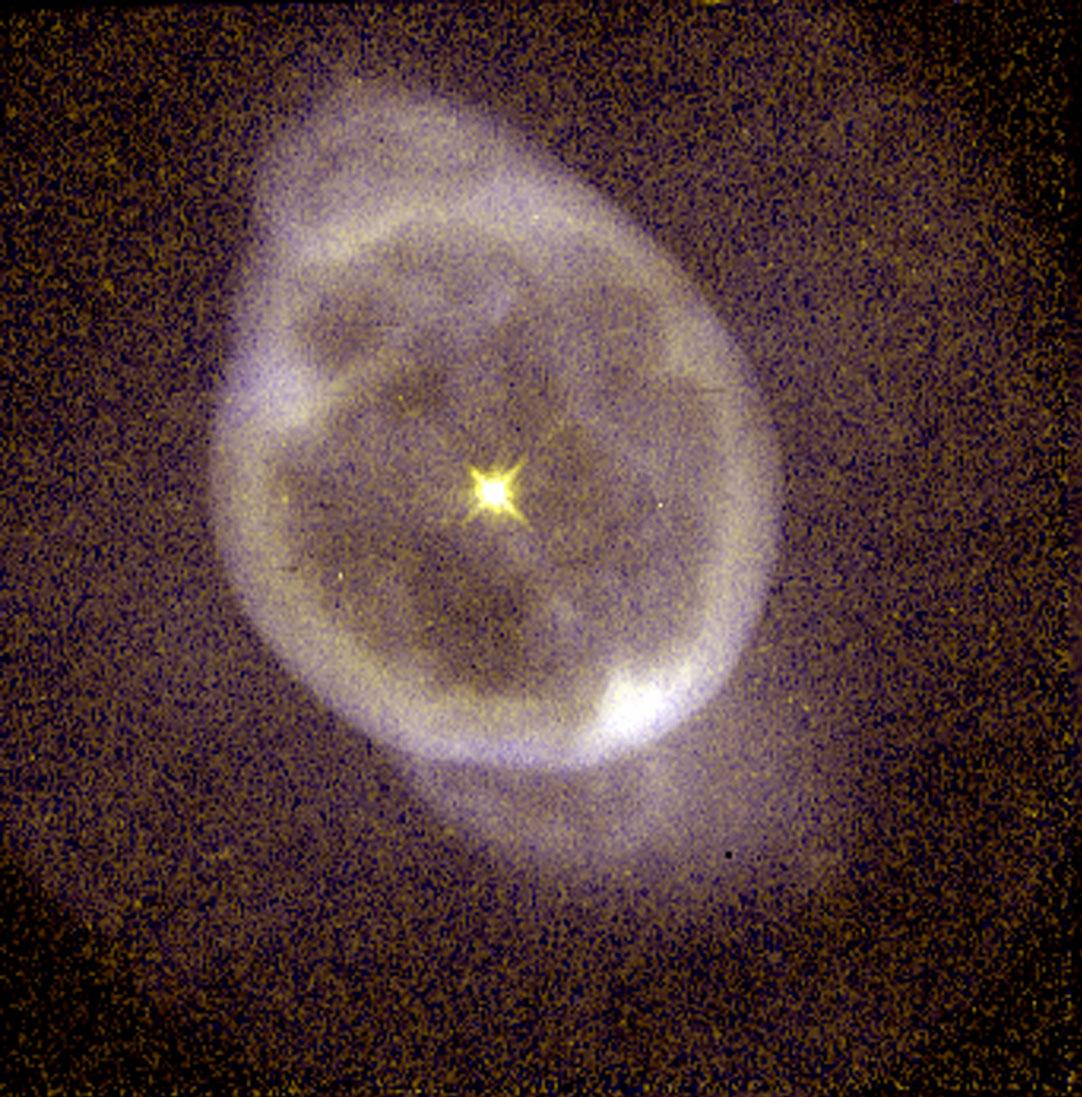
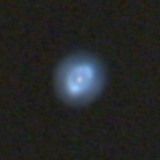
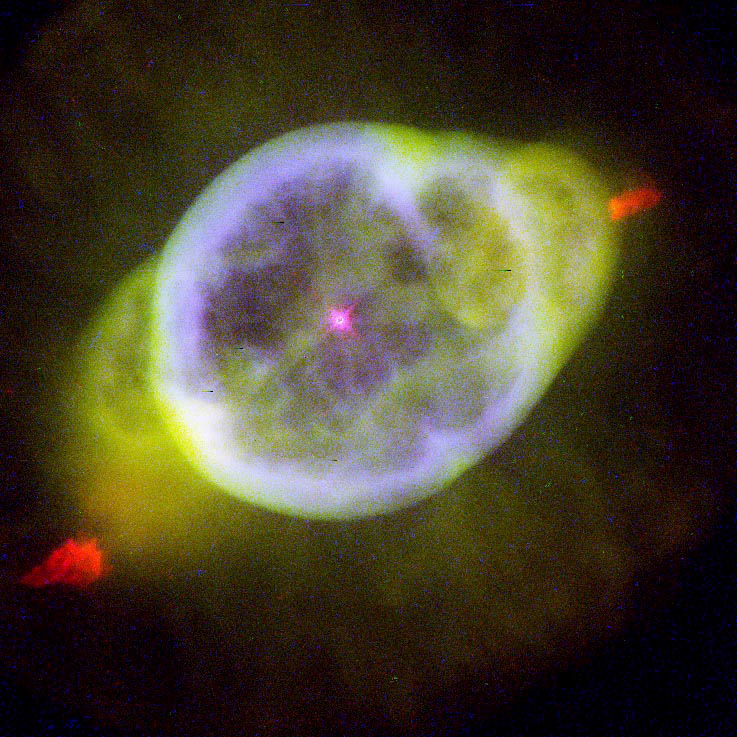